# Profesionalen Futbolen Klub Lokomotiv Gorna Orjahovica
Il Profesionalen Futbolen Klub Lokomotiv Gorna Orjahovica (in bulgaro Професионален футболен клуб Локомотив Горна Оряховица?), abbreviato in PFK Lokomotiv Gorna Orjahovica, è una società calcistica bulgara con sede nella città di Gorna Orjahovica. Milita nella Treta liga, la terza divisione del campionato bulgaro di calcio.

## Storia
Nel 1992 ha partecipato alla Coppa Intertoto UEFA e si è piazzata prima nel proprio girone.

## Organico

### Rosa
Aggiornata al 1º febbraio 2020.
| N. |                     | Ruolo | Calciatore               |
| -- | ------------------- | ----- | ------------------------ |
| 1  | Bulgaria (bandiera) | P     | Ivajlo Stefanov          |
| 2  | Bulgaria (bandiera) | C     | Zvezdelin Bončev         |
| 4  | Bulgaria (bandiera) | D     | Ivo Harizanov (capitano) |
| 5  | Bulgaria (bandiera) | C     | Valčan Čanev             |
| 6  | Bulgaria (bandiera) | D     | Tihomir Trifonov         |
| 7  | Bulgaria (bandiera) | A     | Nikola Kakamakov         |
| 8  | Bulgaria (bandiera) | C     | Georgi Janev             |
| 9  | Bulgaria (bandiera) | C     | Kalojan Stefanov         |
| 10 | Bulgaria (bandiera) | C     | Ajkut Ramadan            |
| 11 | Bulgaria (bandiera) | C     | Momčil Kuzmanov          |
| 14 | Bulgaria (bandiera) | P     | Dijan Valkov             |
| 15 | Bulgaria (bandiera) | D     | Veličko Veličkov         |

| N. |                     | Ruolo | Calciatore       |
| -- | ------------------- | ----- | ---------------- |
| 16 | Bulgaria (bandiera) | C     | Kristijan Lozkov |
| 17 | Bulgaria (bandiera) | C     | Stefan Nedelčev  |
| 18 | Bulgaria (bandiera) | A     | Dejan Hristov    |
| 19 | Bulgaria (bandiera) | C     | Dimităr Jurukov  |
| 20 | Bulgaria (bandiera) | C     | Žak Pehlivanov   |
| 21 | Bulgaria (bandiera) | C     | Kristijan Rajčev |
| 24 | Bulgaria (bandiera) | C     | Petăr Čalakov    |
| 27 | Bulgaria (bandiera) | C     | Janislav Cačev   |
| 33 | Bulgaria (bandiera) | P     | Ivajlo Vasilev   |
| 77 | Bulgaria (bandiera) | C     | Cvetomir Vačev   |
| 96 | Bulgaria (bandiera) | C     | Georgi Kolev     |

## Palmarès

### Competizioni nazionali
- Vtora profesionalna futbolna liga: 2

1962-1963, 1986-1987
- Treta amat'orska futbolna liga: 3

1984-1985, 2003-2004, 2023-2024
- Kupa na Amat'orskata futbolna liga: 1

2022-2023

### Competizioni internazionali
- Coppa Piano Karl Rappan: 1

1992

### Altri piazzamenti
- Coppa di Bulgaria:

Semifinalista: 1947, 1986-1987
- Vtora profesionalna futbolna liga:

Secondo posto: 1955
Terzo posto: 1954, 1965-1966, 1973-1974, 1975-1976, 1985-1986, 2014-2015, 2015-2016
- Treta amat'orska futbolna liga:

Secondo posto: 2013-2014
Terzo posto: 1952